# Stavebnice

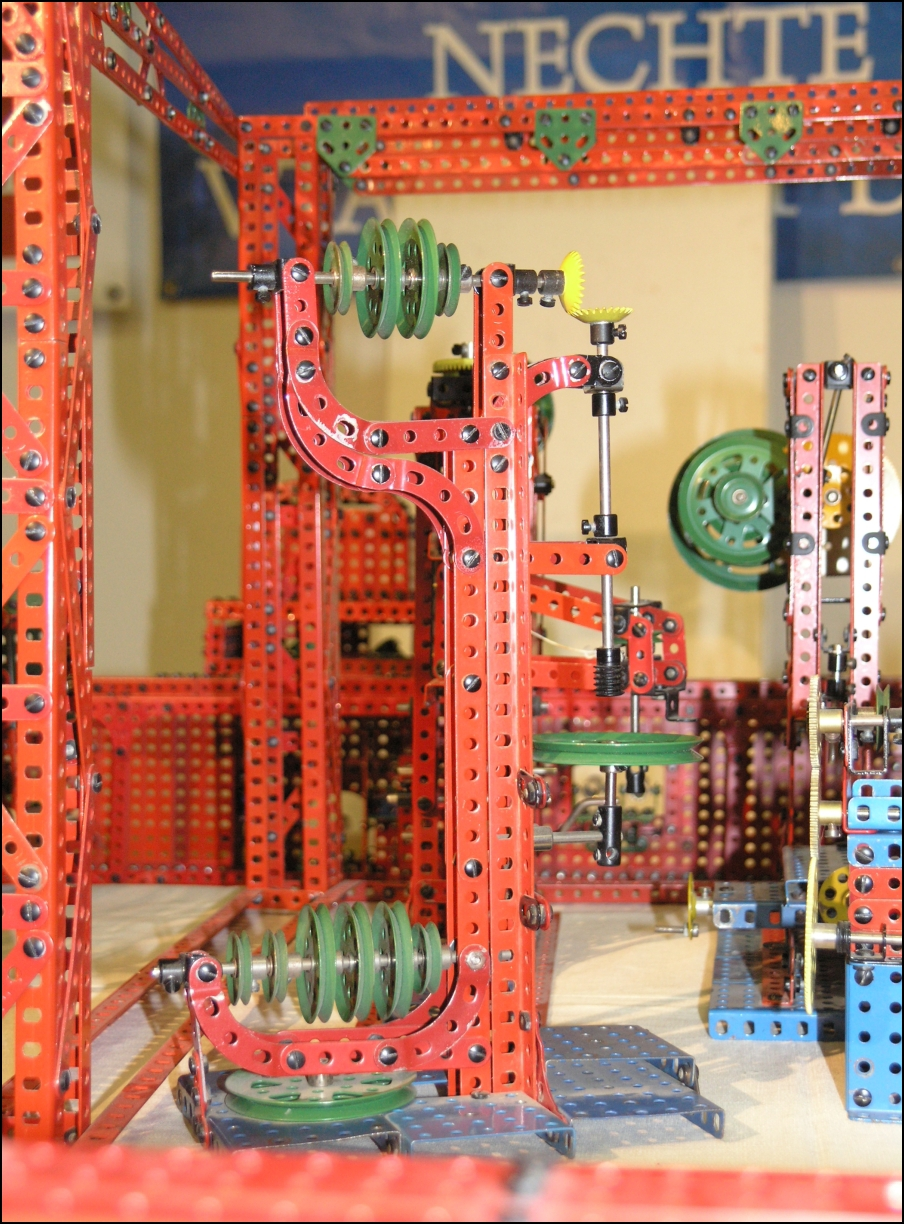
Příklad stavebnice - Merkur

Stavebnice je hračka složená ze skupiny dílů, které se mohou sestavovat do třírozměrných sestav a vytvářet modely. 

## Systémy stavebnic
Díly mohou být dřevěné, plastové, kovové, elektrotechnické, kamenné, ale například i ze škrobu, papíru nebo jiných materiálů.
Systémy sestavování jsou pak skládání na sebe, pomocné zámkové úchyty, šroubování, zacvakávání, lepení, přichytávání magnety nebo třeba suchým zipem, pájení a další. Stavebnice umožňují sestavování mnoha variabilních celků a rozvíjí motorické schopnosti, prostorovou představivost i fantazii. 
Řecký filozof Platón napsal, že pro budoucího architekta je nejlépe, když si v dětství hraje tak, že si staví.[zdroj?]

## Historie

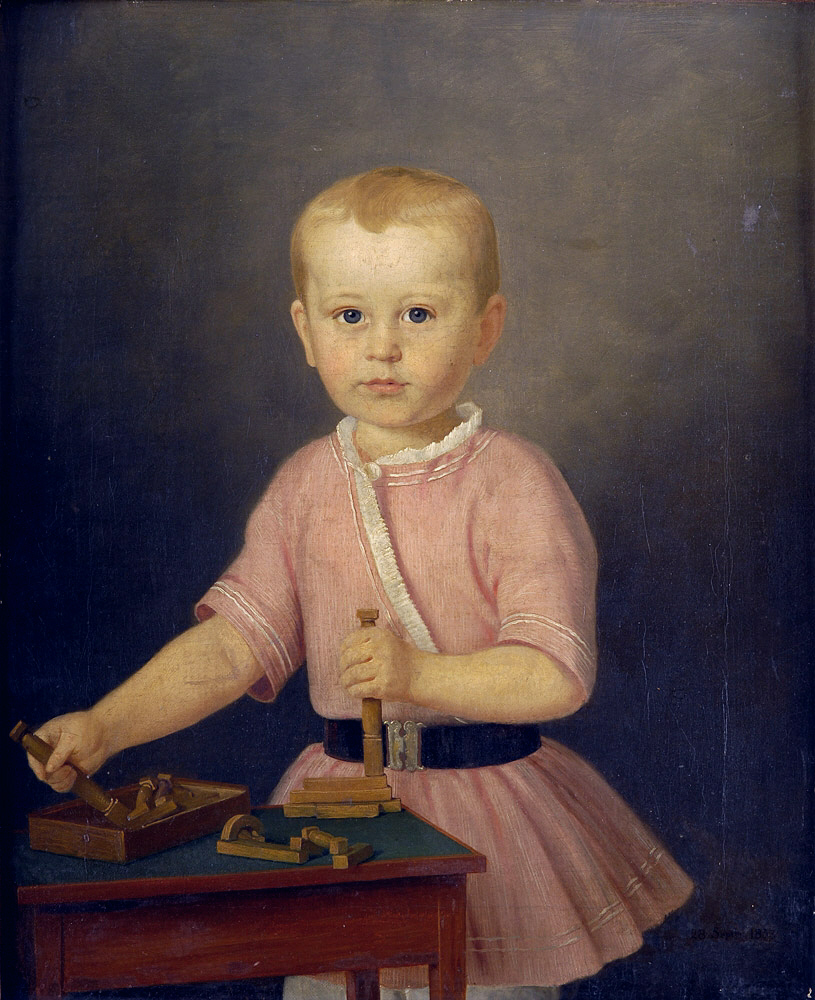
Dítě s dřevěnou stavebnicí (neznámý autor, 1853)

První stavebnice byly dřevěné a vznikly z podnětu německého pedagoga Friedricha Froebela (1782 – 1852), který přišel s myšlenkou trojrozměrných dílů ze dřeva ve tvarech krychle, kvádru a kužele. Od roku 1880 se podle patentované receptury vyrábí kamenné stavebnice Anchor. V roce 1880 nechal patentovat jeden z prvních letců - Otto Lilienthal stavebnici Lilienthal-Baukasten svého bratra Gustava.
Na přelomu devatenáctého a dvacátého století se začaly vyrábět stavebnice kovové. V roce 1892 přihlásil Julius Weiss z Hamburku patent na kovovou Brückenbaukasten (Stavebnici mostů). Vyráběla ji od roku 1896 firma Richter, Rudolstadt, pro malý zájem však pouze jeden rok. V roce 1901 Frank Hornby z Liverpoolu patentoval pod názvem stavebnici Mecanics made easy, ta se později přejmenovala na Meccano Ltd. Z období výroby v Anglii a USA (1908-1980) pochází palcový modul této, dnes ve Francii vyráběné, stavebnice. Další známé kovové stavebnice z té doby jsou Erector Set - USA a německý Märklin v licenci Meccano. V Čechách se od roku 1925 vyrábí Merkur, v Itálii od padesátých let AMI/LAC, ve Švédsku FAC, ve Švýcarsku Stokys a v Německu od roku 1977 Eitech Construction.

## Moderní stavebnice
V druhé polovině dvacátého století získaly oblibu stavebnice plastové (v Dánsku Lego, v Německu FischerTechnik a Playmobil). V Čechách vyrábělo plastové stavebnice hlavně družstvo IGRA s populárním Igráčkem - sourozencem panáčků firmy Playmobil.
Rozšířené jsou i elektro stavebnice, které se často objevují ve virtuální podobě na monitorech počítačů. Populární jsou i magnetické stavebnice (např. Geomag), přetrvává obliba stavebnic dřevěných a zajímavé jsou také stavebnice z extrudovaného škrobu (např. FisherTip).
Zejména s rozvojem plastů a moderních pohonů se rozšířily populární modelářské stavebnice letadel, vozidel, lodí i robotů, které tvoří vlastní ucelenou zájmovou oblast.
Zvláštní systém stavebnice pro polytechnickou výchovu tvoří systém UMT (Universelles Mediensystem für den Technikunterrich). Je tvořen základními konstrukčními prvky (desky, profily), které lze pomocí ručně poháněných přístrojů a nástrojů upravovat (vrtat, ohýbat, frézovat) bez rizika poranění. Kombinuje se tak tradiční sestavování dílů s technikou jejich zpracování. Stavebnice je dostupná na německém a rakouském trhu (stav 2023), v ČR prostřednictvím e-shopů.

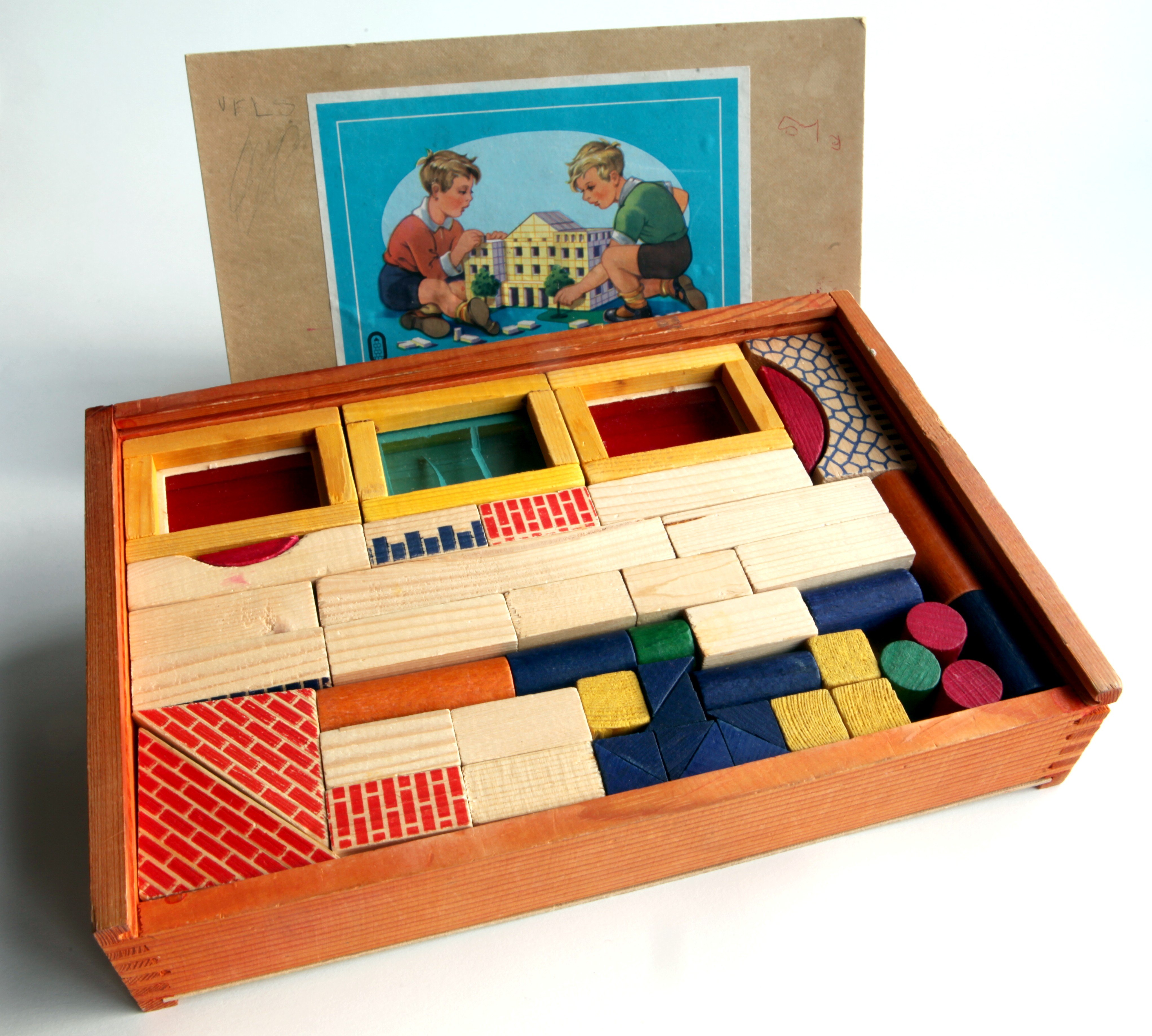
Tradiční stavebnice z dřevěných prvků
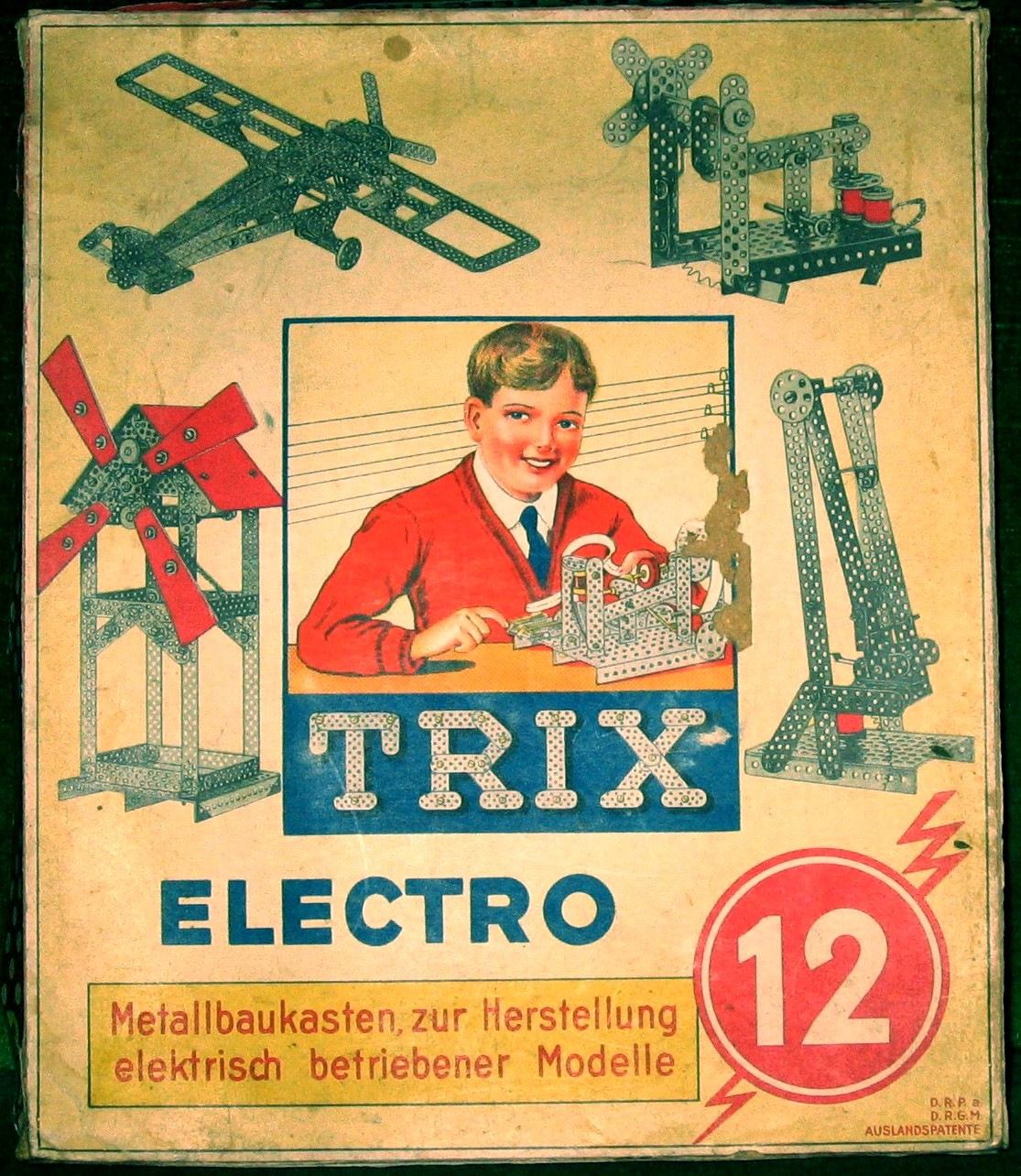
Stavebnice Trix s elektrickým pohonem (40. léta 20. století)
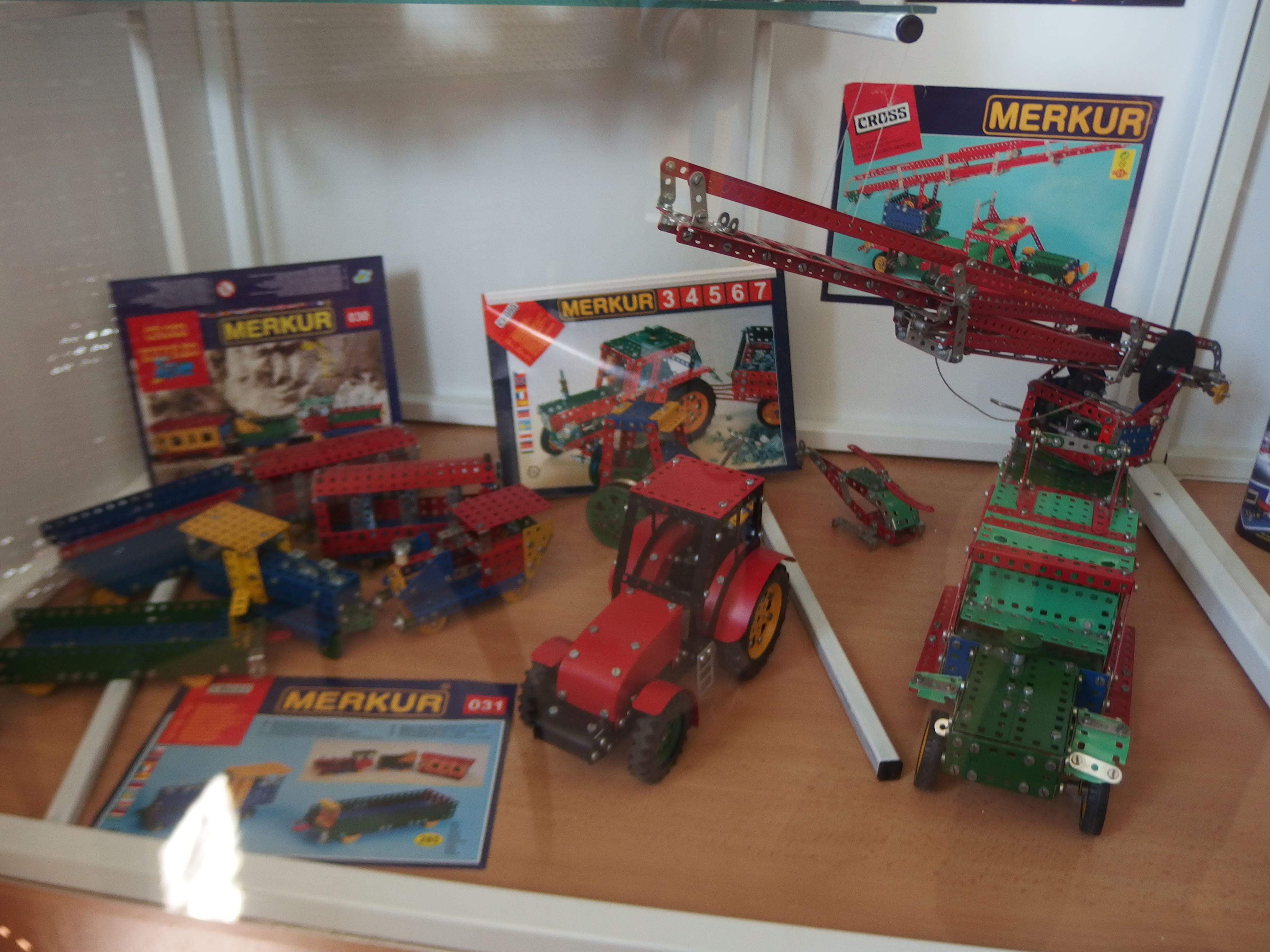
Stavebnice Merkur (Muzeum stavebnice Merkur)
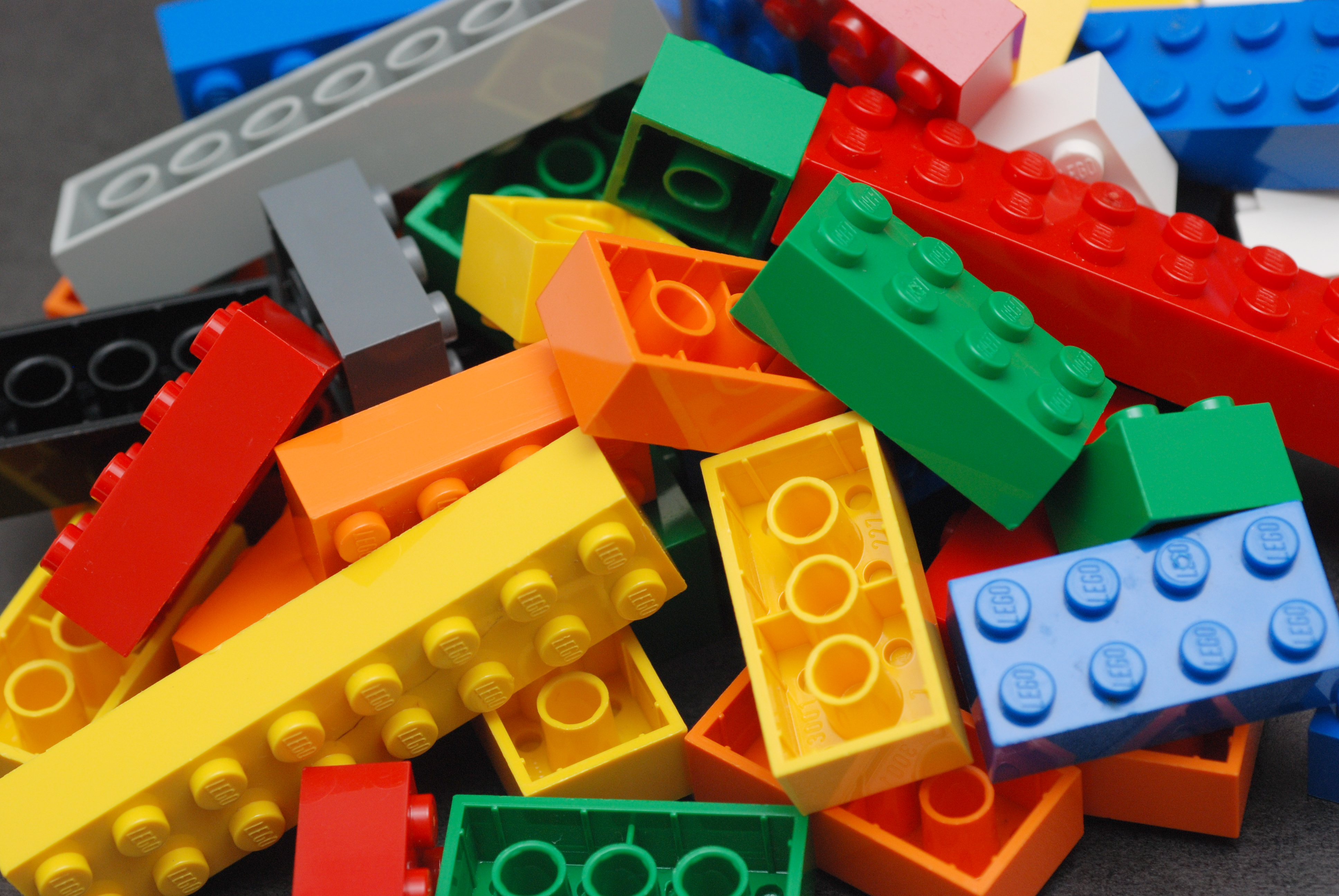
Kostky Lego
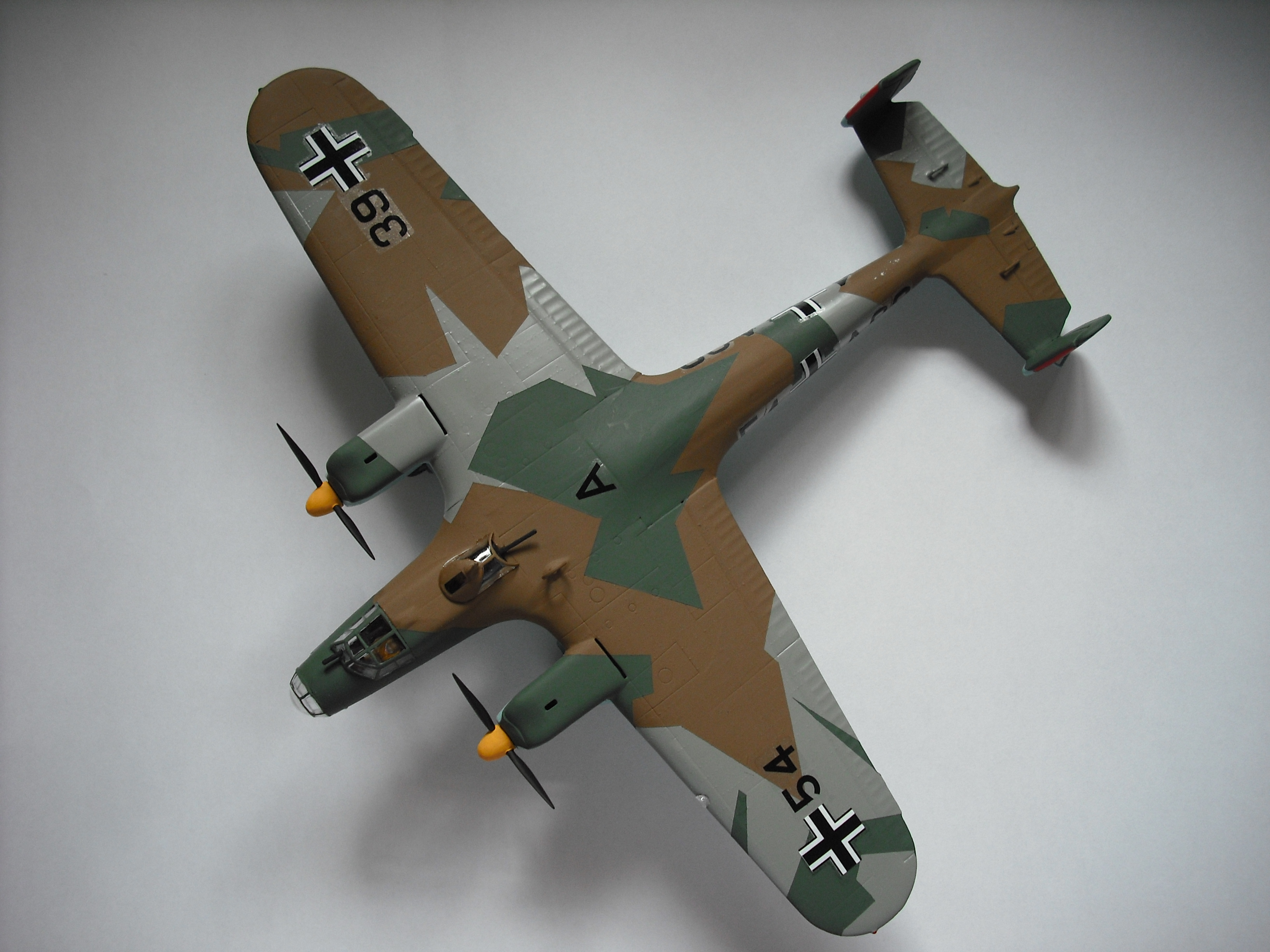
Stavebnice plastového modelu (Dornier Do 17)

## Stavebnice hotových výrobků

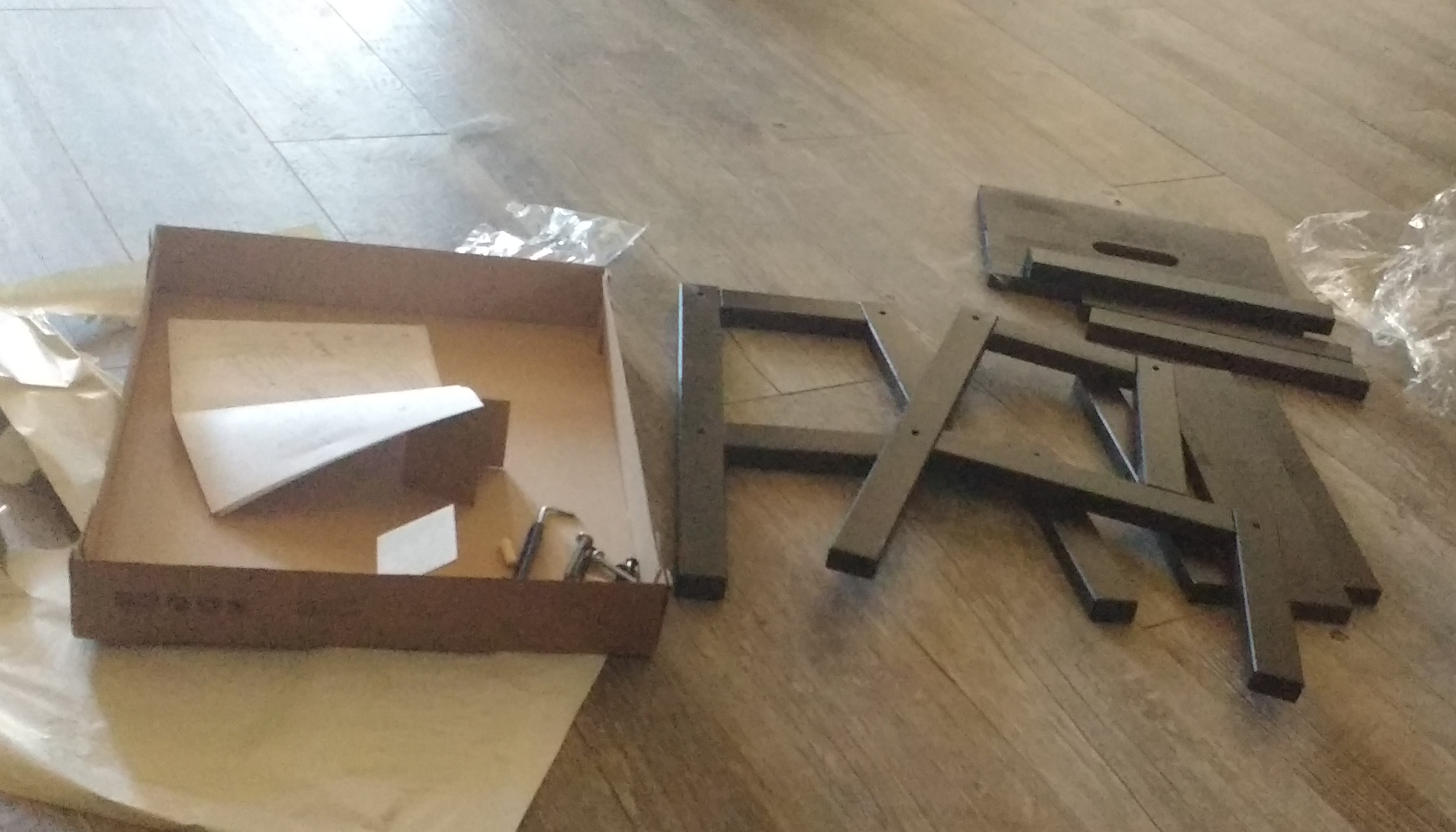
Výrobek IKEA připravený k montáži

V rozšířeném významu se tohoto slova používá nejen pro dětské hračky, ale i pro všechna běžná technická díla a průmyslové výrobky, která lze sestavit resp. smontovat za pomocí běžného nářadí (obvykle podle přiloženého návodu, plánu či výkresu).
Stavebnice pro dospělé, ať třeba nábytku, které zpopularizovala IKEA nebo kity automobilů (v Čechách např. Kaipan) a ultralehkých letadel dokazují, že radost z tvůrčí činnosti a ze stavby „vlastníma rukama“ provází řadu lidí celý život.